# الروضة بلد
من إحدى قرى مدينة ملوى تقع على بعد مسافة 7 كبلو متر قبل ملوى من الناحية البحرية تطل على النيل غرب قرية الشيخ عباة وهى في منتصف المسافة بين قريتى البياضية وقلندول تشتهر القرية بالزراعة وخصوصا محصول القصب والذي يبرر وجود عدد كبير من معاصر القصب التي تنتج العسل الأسود والتي يقوم بعض من سكانها بالتجارة وتعداد السكان فيها يزيد عن 25 ألف نسمة ليكون أكبر تعداد سكان على مستوى مركز ملوى ويوجد بها عدد كبير من المدراس الابتدائية ومدرستين اعداية وأخرى للتعليم الثانوى العام كما يوجد بها من المساجد الأثرية الكثير على سبيل المثال مسجد الدماريسى والذي يطل على ساحة كبيرة وتخرج من اهلها الكثير من المشاهير منهم الكاتب الكبير موسى صبري والفنان الشعبي أحمد عدوية وشيخ المولوية المصرية عامر التوني.